# Мкртчян, Артур Азатович
Арту́р Аза́тович Мкртчян (арм. Արթուր Ազատի Մկրտչյան; 9 августа 1973, Ереван, Армянская ССР, СССР) — советский и армянский футболист, защитник. В настоящее время находится в составе тренерского штаба ереванского «Арарат-Армения» в должности ассистента главного тренера.

## Клубная карьера
В 1998—1999 годах выступал в чемпионате России за клубы «Торпедо» Москва и «Крылья Советов» Самара.

## Достижения

### Игрока
«Киликия»
- Чемпион Армении (2): 1995/96, 1996/97
- Обладатель Кубка Армении (1): 1995/96
- Финалист Кубка Армении (1): 1996/97
- Обладатель Суперкубка Армении (1): 1997

«Пюник»
- Чемпион Армении (4): 2001, 2002, 2003, 2004
- Обладатель Кубка Армении (2): 2002, 2004
- Обладатель Суперкубка Армении (2): 2002, 2004

### Тренера
«Пюник»
- Чемпион Армении (3): 2008, 2009, 2010
- Кубка Армении (2): 2009, 2010
- Обладатель Суперкубка Армении (3): 2008, 2010, 2011